# Patačićův palác (Varaždín)
Patačićův palác ve Varaždinu je kulturní památka. Stojí v samotném centru města, má adresu Franjevački trg 5. Je evidována v katalogu chorvatských kulturních památek jako památka celostátního významu pod čísly Z-896 a N-22.

## Popis budovy
Jedná se o podsklepený dvoupatrový dům, který je orientován svojí severní stranou k uvedenému Františkánskému náměstí a stranou východní potom do přilehlé ulice. Má dvě křídla. Dvoupatrová stavba má nápadný portál okolo hlavních vstupních vrat, dekorativní prvky přesahují až do prvního patra. Na nároží je umístěn také arkýř s výhledem do Gundulićevy ulice. Jedná se o ukázku barokní, resp. rokokové architektury. Vznikla ve stylu obdobných budov, které byly tehdy realizovány v Rakousku (např. v Grazu nebo v Mariboru).

## Historie
Dům nechal vybudovat varaždinský kupec Daniel Praunsperger. Přízemí budovy sloužilo jako obchodní prostory. Palác byl dokončen roku 1764. Letopočet, který je nad vstupem uveden, odkazuje na rok dokončení stavby, nicméně na základě průzkumů bylo zjištěno, že je palác podstatně starší. Nejspíše vznikl přestavbou staršího domu ze 17. století. Na jednom z kamenů v přízemí budovy je vytesán rok 1669. Dům patřil rodině Keglevićů. Ti po sobě nezanechali mužského potomka a jejich nejmladší dcera se provdala za Patačiće. Odtud i název paláce. Předpokládá se, že budova byla rozsáhle přestavěna právě v druhé polovině 18. století. Během požáru města v roce 1776 nebyl palác vážněji poničen. V 18. století sloužil jako místo, kde se potkávali vysoce postavení obyvatelé města a konala se zde i řada společenských akcí.
Budova je nápadně vidět na vedutě města Varaždina z roku 1823. Na konci 20. století byla stavba komplexně rekonstruována.